# 浅野村 (兵庫県)
浅野村（あさのむら）は、兵庫県津名郡にあった村。現在の淡路市浅野南・浅野神田・斗ノ内にあたる。

## 地理
- 海洋：播磨灘

## 歴史
- 1889年（明治22年）4月1日 - 町村制施行により、浅野村・斗ノ内村の区域を以って津名郡浅野村が発足。
- 1955年（昭和30年）3月22日 - 富島町・育波村・仁井村・野島村・室津村と合併して北淡町が発足。同日浅野村廃止。

## 交通

### 道路
現在は旧村域を神戸淡路鳴門自動車道が通過するが、当時は未開通。